# 無眼金線魮
無眼金線魮，又稱無眼金線䰾（学名：Sinocyclocheilus anophthalmus）为輻鰭魚綱鯉形目鲤科金線魮屬的其中一種。被IUCN列為易危保育類動物，分布於亞洲中國雲南省宜良縣地下河流域，本魚體延長且側扁，頭部扁平呈鴨嘴狀，口亞下位，具觸鬚2對，無眼，頭與背交接處隆起，側線明顯，下部後緣有鋸齒，尾鰭叉形，魚鰭透明，體被鱗片，體長可達8.8公分，棲息在地下河底中層水域，生活習性不明。

## 扩展阅读
維基物種上的相關：無眼金線魮